# Журанда
Журанда (порт. Juranda) — муниципалитет в Бразилии, входит в штат Парана. Составная часть мезорегиона Западно-центральная часть штата Парана. Входит в экономико-статистический микрорегион Гойоэре. Население составляет 7645 человек на 2006 год. Занимает площадь 349,721 км². Плотность населения — 21,9 чел./км².
Праздник города — 16 декабря.

## История
Город основан 16 декабря 1981 года.

## Статистика
- Валовой внутренний продукт на 2003 год составляет 113 908 850,00 реалов (данные: Бразильский институт географии и статистики).
- Валовой внутренний продукт на душу населения на 2003 год составляет 14 475,65 реалов (данные: Бразильский институт географии и статистики).
- Индекс развития человеческого потенциала на 2000 год составляет 0,731 (данные: Программа развития ООН).